# Guvernoratul Zarqa
Zarqa (arabă: محافظة الزرقاء) este unul dintre guvernoratele Iordaniei și se află în partea central-estică a statului. Capitala acestui guvernorat este orașul Zarqa, aflată la 25 de km de capitala statului, Amman, iar al doilea cel mai mare oraș este Russeifa.